# Фергал мак Маеле Дуйн

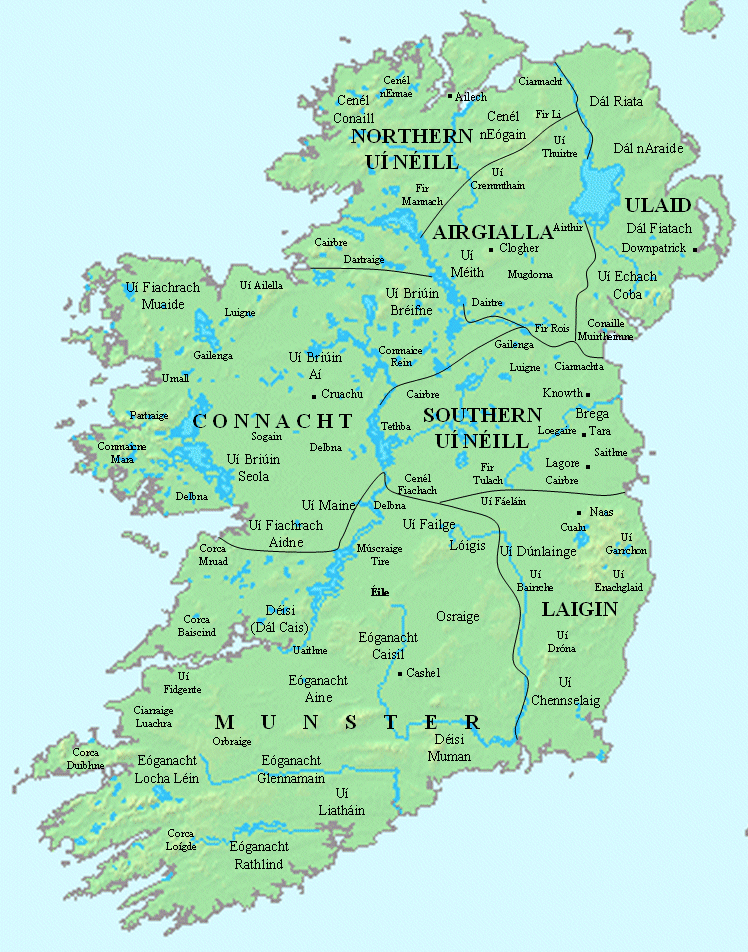
Племена та королівства в Ірландії в ранньому середньовіччі.

Фергал мак Маеле Дуйн — (давньоірл. Fergal mac Máele Dúin) — верховний король Ірландії. Час правління: 710—718. Належав до північних О'Нейлів (ірл. Uí Néill), до гілки Кенел н-Еогайн (ірл. Cenél nEógain). Син Маела мак Маеле Фіхріха (ірл. Máel Dúin mac Máele Fithrich) (пом. 681). Король Айлеха (ірл. Ailech) — маленького королівства на півночі Ірландії. Правнук верховного короля Ірландії Аеда Варіднаха (ірл. Áed Uaridnach) (пом. 612). Належав до роду Кенел майк Ерке (ірл. Cenél maic Ercae) — відгалуження Кенел н-Еогайн.

## До захоплення влади
Як король Айлеха брав участь у битві та перемозі над королівством Коннахт у 707 році, коли король Коннахту Інрехтах мак Дунхадо (ірл. Indrechtach mac Dúnchado) був вбитий. Це було помстою за вбивство верховного короля Ірландії Лойнгсеха мак Енгуссо (ірл. Loingsech mac Óengusso) у 703 році у битві під Коранн. Армію у битві 707 року очолював Фергал мак Лойнгсіг (ірл. Fergal mac Loingsig) — син Лойнгсеха мак Енгуссо.

## Верховний король Ірландії
Фергал мак Маеле Дуйн став верховним королем Ірландії у 710 році після смерті верховного короля Ірландії Конгала Кеннмагайра (ірл. Congal Cendmagair), що належав до конкуруючої гілки О'Нейлів — до Кенел Конайл (ірл. Cenél Conaill). Фактично правив Ірландією 12 років — з 710 по 722 рік.
Клан Кенел н-Еогайн розширював свої володіння на схід, захоплюючи землі королівства Айргіалла (ірл. Airgialla). У 711 році відбулась битва під Сліаб Фуайт (ірл. Sliab Fuait), що на території нинішнього графства Арма. Де король з клану О'Мейх (ірл. Uí Méith) Тнухах мак Мохлойнгес (ірл. Tnúthach mac Mochloinges) та Ку Рай мак Аедо (ірл. Cú Raí mac Áedo) з клану Фір Кул (ірл. Fir Cúl) гілки Сіл н-Аедо Слайне (ірл. Síl nÁedo Sláine), що володіли королівством Брега були вбиті. Свідченням ворожнечі між кланами було вигнання Фогартаха мак Нейла (ірл. Fogartach mac Néill) (пом. 724) з королівства Брега у 714 році — він вирушив у вигнанні в Британію. Це здійснили спільно з верховним королем Фергалом Мурхад Міді (ірл. Murchad Midi) (пом. 715) — король Уснеха (ірл. Uisnech) з клану Холмайн (ірл. Clann Cholmáin) та Мурхад (ірл. Murchad), що був намісником Фергала мак Маеле Дуйна на півдні.
Дядько Фогартаха мак Нейла — Коналл Грант (ірл. Conall Grant) (пом. 718) вбив Мурхада і Фогартах мак Нейл повернувся в Ірландію в 716 році. У наступному — 717 році відбувся з'їзд вождів кланів з роду О'Нейл в Енах Тальтен (ірл. Óenach Tailten). Там відбувся конфлікт і двоє вождів були вбиті. Судячи по всьому цей конфлікт стосувався безпосередньо Фогартаха мак Нейла. У 718 році Коналл Грант здобув перемогу над коаліцією південних О'Нейлів у битві під Кеннанас (ірл. Cenannas), що біля знаменитого абатства Келс (ірл. Kells). Це по суті були чвари в середині клану Сіл н-Аедо Слайне (ірл. Síl nÁedo Sláine). У цей конфлікт знову втрутились Фергал і Коналл, що був вбитий через два місяці.

## Смерть
У 719 році Фергал мак Маеле Дуйн спробував встановив свою владу над васальним королівством Ленстер, але його похід був невдалим і військо було розгромлене. У 721 році Кахал мак Фіннгуйне (ірл. Cathal mac Finguine) — король Манстера (помер 742) та Мурхад мак Брайн Мут (ірл. Murchad mac Brain Mut) (помер 727) напали на землі південних О'Нейлів, розорили та розграбували королівство Брега. У тому ж році Фергал мак Маеле Дуйн спробував помститися — здійснив похід на Ленстер, але здобич (худобу) захопити не вдалося. Обмежились тільки взяттям данини і заручниками з Ленстеру. Перемир'я також було заключне з Кахалом, але воно скоро було порушене. У відповідь на це Фергал мак Маеле Дуйн зібрав велику коаліцію північних О'Нейлів і почав війну. Але 11 грудня 722 року Фергал мак Маеле Дуйн та всі його союзники — вожді кланів та знатні ірландці півночі були вбиті у катастрофічній для верховних королів битві під Алленом (ірл. Allen) — сучасне графство Кілдер (ірл. Cill Dara). Ця битва була описана в скелі «Ках Алмайне» — «Битва Алмайне» (ірл. Cath Almaine).

## Родина і нащадки
Згідно скелі «Пророцтво про Фергайле мейк Маеле Дуїн» (ірл. Fáistine Fergaile meic Máele Dúin) у верховного короля Фергала мак Маеле Дуйна народився син Аед Аллан (ірл. Áed Allán) від дочки верховного короля Конгала Кендмагайра (ірл. Congal Cendmagair) у незаконному союзі в той же час у нього був законний син Ніал Фроссах (ірл. Niall Frossach) від законної дружини Кіаннахти (ірл. Ciannachta). Обидва його сини — Аед Аллан та Ніал Фроссах стали потім великими королями в Ірландії.